# Sint-Janstoren (Schulen)

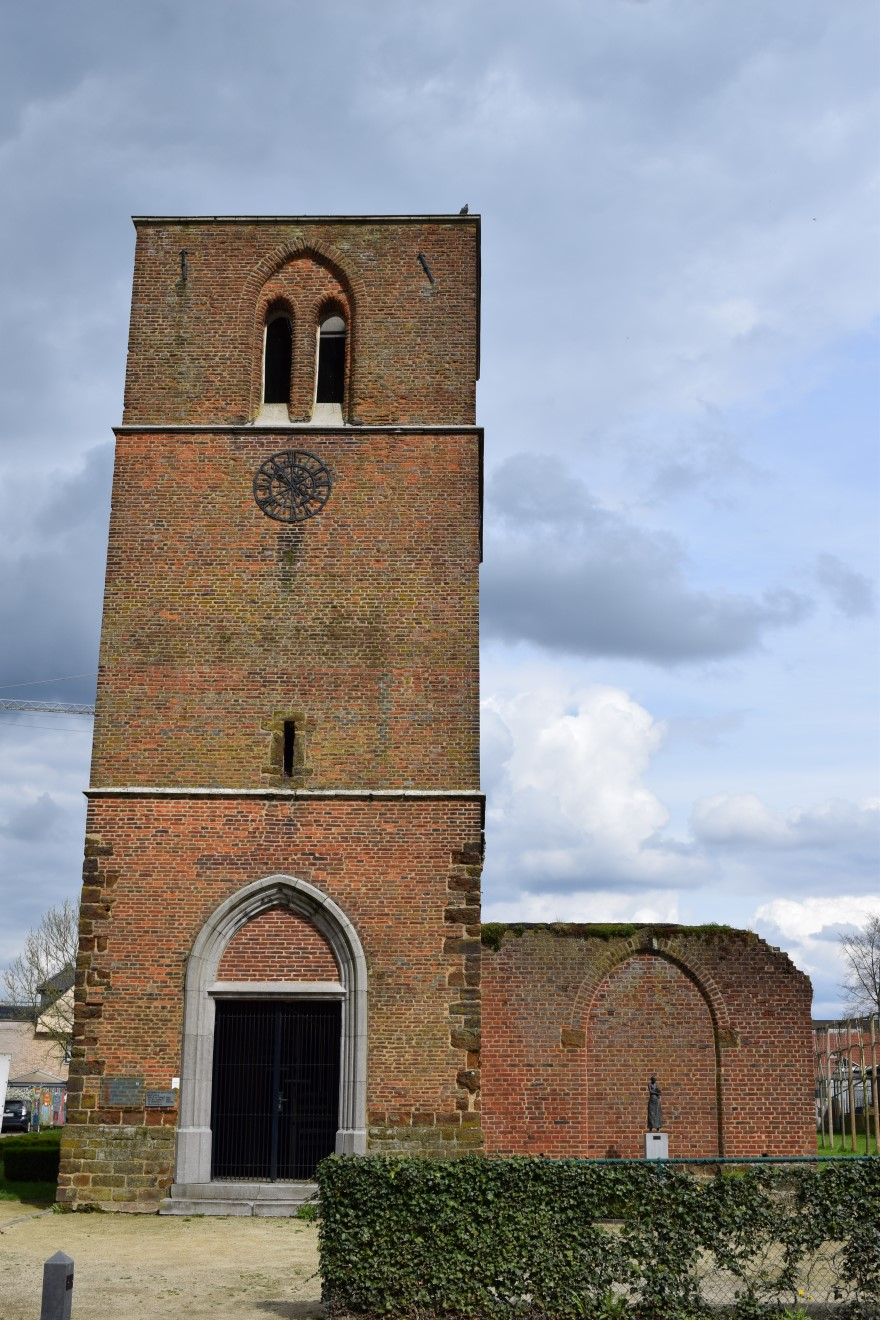
Sint-Janstoren

De Sint-Janstoren is een voormalige kerktoren aan de Kiezelweg 119 te Schulen.
De toren behoorde bij een 15e-eeuwse kerk. Deze kerk werd in 1709-1710 ingrijpend verbouwd, waarbij de gotische toren en het gotische koor behouden bleven. In 1784 werd de kerk nog in oostelijke richting vergroot en omgebouwd tot een driebeukige kerk.
In 1937 brak een brand in de kerk uit en in 1938 werd deze gesloopt, waarna een nieuwe Sint-Jan Baptistkerk werd gebouwd op een honderdtal meter afstand. De toren bleef behouden, werd in 1950 beschermd, maar de spits ging in 1957, vlak voordat de restauratie was voltooid, ook in vlammen op. Sindsdien heeft de toren geen spits meer.
Het betreft een vierkante, bakstenen toren met vier geledingen. De plint is van ijzerzandsteen. Enkele delen van de oude kerk, althans de 18e- en 19e-eeuwse verbouwingen, zijn nog zichtbaar. Rond de toren werd een begraafplaats ingericht.